# 马克西姆·若林
马克西姆·鲍里索维奇·若林（烏克蘭語：Максим Борисович Жорін；1989年6月7日—），乌克兰军事政治人物，亚速营第三任指挥官，乌克兰国民警卫队高级中尉。“国民兵团”党中央办公室主任。

## 經歷

### 早年经历
1989年6月7日，马克西姆·若林出生在乌克兰东部卢甘斯克州鲁比日内。2008年，他毕业于卢甘斯克塔拉斯舍甫琴科国立大学鲁比日内理工学院。2014年，毕业于基辅科技设计大学。
2012年7月11日，马克西姆·若林在学生宿舍与喀麦隆留学生威廉·阿基勒发生争执，并被阿基勒用刀刺伤。阿基勒因此被法院判处三年缓刑，并向若林支付21000格里夫纳的赔偿。

### 亚速营
2014年，马克西姆·若林加入亚速营。2014年6月13日，随亚速营参加重新夺回马里乌波尔的战役。2014年8月，参加马林卡战役、伊洛瓦伊斯克战役。2015年2月10日，在希罗基诺对峙中他率队夺取了多个村庄。2016年8月至2017年9月，任亚速营第三任指挥官。

### 从政
2017年10月，任“国民兵团”党哈尔科夫地区分部负责人。2018年2月起任地区党部协调负责人，2020年1月起任党中央办公室主任。
2020年3月12日，“国家和解与团结平台”介绍会上，若林等亚速营老兵与平台负责人谢尔盖·西沃科发生冲突，并因此被警方拘留两小时。